# Records du Paraguay d'athlétisme
Les records du Paraguay d'athlétisme sont régis par la Fédération paraguayenne d'athlétisme.

## Hommes
| Épreuve              | Record | Athlète                                                            | Date               | Meeting                                    | Lieu                     | Ref   |
| -------------------- | --- | ------------------------------------------------------------------ | ------------------ | ------------------------------------------ | ------------------------ | ----- |
| 100 m                | 10 s 25 (+ 0,1 m/s) | Misael Jonas Zalazar                                               | 30 juillet 2022    |                                            | Asuncion                 |       |
| 200 m                | 20 s 44 (−0,8 m/s) | César Almirón                                                      | 2 juillet 2023     | Grand Prix Julia Iriarte                   | Cochabamba               |       |
| 400 m                | 46 s 62 | Augusto José Stanley                                               | 8 juin 2012        | Championnats ibéro-américains              | Barquisimeto, Venezuela  | [ 1 ] |
| 800 m                | 1 min 50 s 17 | Francisco Figueredo                                                | 13 août 1987       | Jeux panaméricains                         | Indianapolis, États-Unis |       |
| 1 500 m              | 3 min 48 s 74 | Ramon López                                                        | 19 septembre 1988  |                                            | Séoul, Corée du Sud      |       |
| Mile                 | 4 min 16 s s72 | Derlis Ayala                                                       | 9 février 2013     |                                            | Asuncion, Paraguay       |       |
| 3 000 m              | 8 min 16 s 16 | Derlis Ayala                                                       | 20 mai 2022        |                                            | Asuncion                 |       |
| 5 000 m              | 13 min 53 s 20 | Derlis Ayala                                                       | 20 avril 2018      | Mt. SAC Relays                             | Torrance                 |       |
| 10 000 m             | 28 min 56 s 39 | Derlis Ayala                                                       | 19 avril 2018      | Mt. SAC Relays                             | Torrance                 | [ 2 ] |
| 10 km                | 29 min 57 s | Jorge Cabrera                                                      | 12 janvier 2008    |                                            | Córdoba, Argentine       |       |
| Semi-marathon        | 1 h 3 min 19 s | Derlis Ayala                                                       | 24 mars 2018       |                                            | Valence                  | [ 3 ] |
| Marathon             | 2 h 10 min 27 s | Derlis Ayala                                                       | 22 septembre 2019  | Championnats d'Amérique du Sud de marathon | Buenos Aires             | [ 4 ] |
| 110 m haies          | 14 s 36 (+1,7 m/s) | Kevin Roque                                                        | 10 juin 2023       | Torneo Paz del Chaco                       | Asuncion                 | [ 5 ] |
| 400 m haies          | 52 s 78 | Francisco Rojas Soto                                               | 13 octobre 1975    | Jeux panaméricains                         | Mexico, Mexique          |       |
| 3 000 m steeple      | 8 min 52 s 62 | Ramon López                                                        | 28 septembre 1988  | Jeux olympiques                            | Séoul                    |       |
| Saut en hauteur      | 2,06 m | Humberto Sarubbi                                                   | 19 juillet 1986    |                                            | Athènes, Grèce           |       |
| Saut en hauteur      | 2,06 m | Humberto Sarubbi                                                   | 16 septembre 1986  |                                            | Quito, Équateur          |       |
| Saut en hauteur      | 2,06 m | Germán Hüttemann                                                   | 27 octobre 2001    |                                            | Asuncion, Paraguay       |       |
| Saut à la perche     | 4,50 m | Hugo Ramos                                                         | 26 mai 1990        |                                            | Asuncion, Paraguay       |       |
| Saut en longueur     | 7,42 m | Olegario Olmedo                                                    | 25 juillet 1987    |                                            | Asuncion, Paraguay       |       |
| Triple saut          | 15,17 m | Christopher Ortiz                                                  | 20 octobre 2018    | Interclubs                                 | Asuncion                 | [ 6 ] |
| lancer du poids      | 18,31 m | Ramón Jiménez Gaona                                                | 28 mars 1992       |                                            | Los Angeles, États-Unis  |       |
| Lancer du disque     | 64,30 m | Ramón Jiménez Gaona                                                | 23 mai 1992        |                                            | Eugene, États-Unis       |       |
| Lancer du marteau    | 58,31 m | Santiago Sasiaín                                                   | 9 décembre 2022    |                                            | Asuncion                 |       |
| Lancer du javelot    | 84,70 m (AR) | Edgar Baumann                                                      | 17 octobre 1999    |                                            | San Marcos               |       |
| Décathlon            | 6 943 pts (temps manuel) | Claudio Escauriza                                                  | 12–13 octobre 1982 |                                            | Asuncion, Paraguay       |       |
| Décathlon            | 11 s 1 (100 m), 7,15 m (longueur), 12,86 m (poids), 1,85 m (hauteur), 53.0 (400 m) / 16.8 (110 m haies), 45,94 m (disque), 4,20 m (perche), 60,48 m (javelot), 5:14.7 (1 500 m) |                                                                    |                    |                                            |                          |       |
| 20 kilomètres marche | 1 h 39 min 20 s | Oscar Meza Achi                                                    | 15 juillet 2000    |                                            | Xalapa, Mexique          |       |
| 50 kilomètres marche | |                                                                    |                    |                                            |                          |       |
| Relais 4 × 100 m     | 39 s 05 | Paraguay Alexis Wolk Misael Zalazar Fredy Maidana César Almirón    | 7 avril 2024       | Encuentro FMAA César Moreno Bravo          | Mexico                   | [ 7 ] |
| Relais 4 × 400 m     | 3 min 17 s 31 | Paraguay Jhumiler Sanchez Paul Wood Albaro Ramirez Marcos Gonzalez | 1er octobre 2022   | Championnats d'Amérique du Sud U23         | Cascavel                 |       |

## Femmes
| Épreuve              | Record | Athlète                                                                    | Date              | Compétition                                | Lieu            | Réf.   |
| -------------------- | --- | -------------------------------------------------------------------------- | ----------------- | ------------------------------------------ | --------------- | ------ |
| 100 m                | 11 s 61 (+1,9 m/s) | Xenia Hiebert                                                              | 11 novembre 2023  | Championnats du Paraguay                   | Luque           | [ 8 ]  |
| 200 m                | 24 s 12 (+0,8 m/s) | Xenia Hiebert                                                              | 23 mars 2024      |                                            | Asuncion        | [ 9 ]  |
| 400 m                | 56 s 62 | Camila Pirelli                                                             | 2 mars 2019       | Torneo Criollo Uaa                         | Asuncion        | [ 10 ] |
| 800 m                | 2 min 06 s 38 | María Caballero                                                            | 28 novembre 2013  | Jeux bolivariens                           | Trujillo        | [ 11 ] |
| 1 500 m              | 4 min 20 s 93 | María Caballero                                                            | 26 novembre 2013  | Jeux bolivariens                           | Trujillo        |        |
| 3 000 m              | 9 min 42 s 88 | María Caballero                                                            | 30 janvier 2016   |                                            | Asuncion        | [ 12 ] |
| 5 000 m              | 16 min 13 s 28 | Carmen Patricia Martínez                                                   | 3 août 2014       | Championnats ibéro-américains              | São Paulo       |        |
| 10 000 m             | 33 min 18 s 22 | Carmen Patricia Martínez                                                   | 5 août 2017       | Championnats du monde                      | Londres         |        |
| Semi-marathon        | 1 h 15 min 25 s | Carmen Martínez                                                            | 25 août 2019      |                                            | Asuncion        |        |
| Marathon             | 2 h 35 min 17 s | Carmen Martínez                                                            | 30 avril 2017     | Marathon de Düsseldorf                     | Düsseldorf      | [ 13 ] |
| 100 m haies          | 13 s 40 A (+1,7 m/s) | Camila Pirelli                                                             | 23 avril 2016     | Championnats de Colombie                   | Medellín        | [ 14 ] |
| 400 m haies          | 61 s 89 | Fátima Amarilla                                                            | 24 juin 2017      | Championnats d'Amérique du Sud             | Asuncion        | [ 15 ] |
| 3 000 m steeple      | 10 min 39 s 2 | María Caballero                                                            | 27 juillet 2013   |                                            | Asuncion        |        |
| Saut en hauteur      | 1,68 m | Carolina Tovar                                                             | 23 novembre 1990  |                                            | Lima            |        |
| Saut en hauteur      | 1,68 m | Camila Pirelli                                                             | 1er juin 2013     | Coupe panaméricaine                        | Ottawa          |        |
| Saut à la perche     | 3,80 m | Catalina Amarilla                                                          | 4 juillet 2015    |                                            | Wipperfürth     |        |
| Saut en longueur     | 6,05 m (+0,5 m/s) | Ana Paula Argüello                                                         | 29 septembre 2022 | Championnats d'Amérique du Sud U23         | Cascavel        |        |
| Triple saut          | 13,04 m (+2,0 m/s) | Ana Paula Argüello                                                         | 16 octobre 2021   | Torneo De La Victoria                      | Encarnación     | [ 16 ] |
| Lancer du poids      | 14,87 m | Camila Pirelli                                                             | 12 juillet 2017   | Broward Elite Athletic Club Summer Open #2 | Fort Lauderdale | [ 17 ] |
| Lancer du disque     | 44,70 m | Sadith Fretes                                                              | 13 mai 1990       |                                            | Asuncion        |        |
| Lancer du marteau    | 60,81 m | Paola Miranda                                                              | 27 mai 2016       | Championnats NCAA Région Ouest             | Lawrence        | [ 18 ] |
| Lancer du javelot    | 57,77 m | Leryn Franco                                                               | 8 juin 2012       | Championnats ibéro-américains              | Barquisimeto    |        |
| Heptathlon           | 5 907 pts | Camila Pirelli                                                             | 8 août 2019       | Jeux panaméricains                         | Lima            | [ 19 ] |
| Heptathlon           | 13 s 54 (+0,2 m/s) (100 m haies), 1,62 m (hauteur), 13,92 m (poids), 24 s 82 (+1,0 m/s) (200 m) / 5,47 m (+0,5 m/s) (longueur), 48,56 m (javelot), 2 min 15 s 29 (800 m) |                                                                            |                   |                                            |                 |        |
| 20 km marche (route) | 2 h 13 min 39 s | Mirna Fretes                                                               | 4 juin 2004       |                                            | Rosario         |        |
| 4 × 100 m            | 45 s 80 | Équipe nationale Ruth Baez Macarena Gimenez Araceli Contrera Xenia Hiebert | 3 juin 2023       | Grand Prix Mario Paz                       | Cochabamba      | [ 20 ] |
| 4 × 400 m            | 3 min 59 s 30 | Équipe nationale Lizel Gómez Conny Willms Fatima Amarilla María Caballero  | 27 septembre 2015 |                                            | Asuncion        |        |